# تينسينغ نورغاي
تينسينغ نورغاي (بالنيبالية: तेन्जिङ नोर्गे शेर्पा)‏ (مايو 1914، مايو 1986) متسلق جبال نيبالي وعند بلوغه سن التاسعة والثلاثين في 29 مايو 1953، استطاع هو و النيوزيلاندي إدموند هيلاري أن يكونا أول شخصين ينجحان في بلوغ قمة إفرست.

## تسلق الجبال

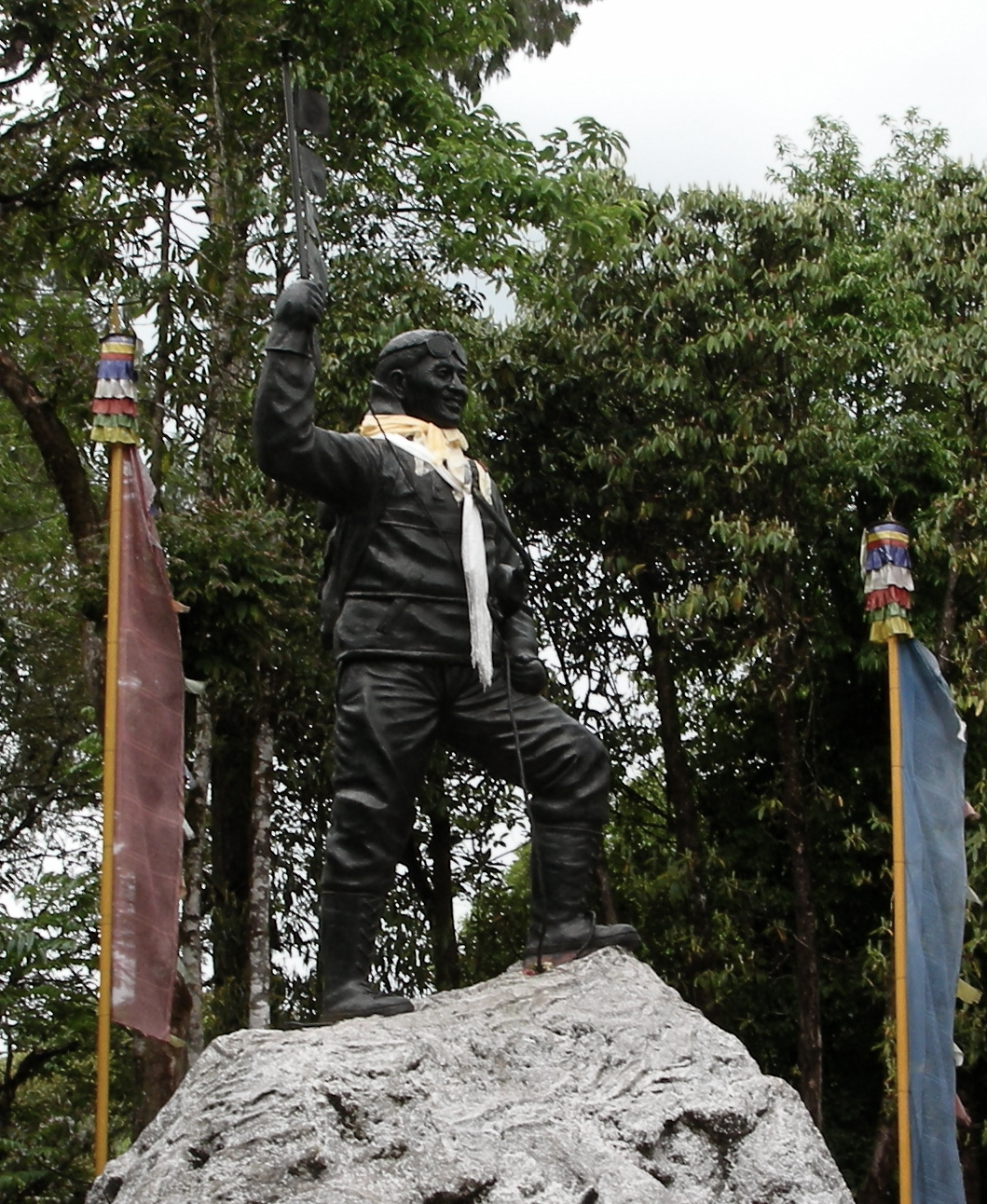
نصب تينسينغ نورغاي.

## الوصول إلى قمة إفرست
وصل هذا المتسلق الشاب إلى قمة إفريست هو والنيوزلاندي إيدموند هيلاري في 29 مايو 1953.

## حياته الشخصية
ولد في 1914، وكان واحد لـ 13 أخ وأخت، وكان يتحدث بسبعة لغات ولكن لا يعرف كتابة أية واحدة منها.

## الوفاة
توفي تينسينغ نورغاي عن عمر يناهز 71 في بنغال الغربية، الهند في 1986.

## وصلات خارجية
- تينسينغ نورغاي على موقع IMDb (الإنجليزية)
- تينسينغ نورغاي على موقع الموسوعة البريطانية (الإنجليزية)
- تينسينغ نورغاي على موقع مونزينجر (الألمانية)
- تينسينغ نورغاي على موقع إن إن دي بي (الإنجليزية)
- تينسينغ نورغاي على موقع قاعدة بيانات الفيلم (الإنجليزية)

- مقالة نسخة محفوظة 14 أبريل 2007 على موقع واي باك مشين. حول نورغاي من الجمعية الجغرافية الملكية (بالإنجليزية)
- إدخال نورغاي على قاعدة بيانات الأسماء البارزة (بالإنجليزية)